# Kodijärve
Kodijärve est un village de la commune de Kambja du comté de Tartu en Estonie.
Au 31 décembre 2011, il compte 66 habitants.
Le lutteur Johannes Kotkas (1915-1998), champion olympique, triple champion d'Europe des poids lourds, quatorze fois champion d'URSS, y est né.